# Così è (se vi pare)
Così è (se vi pare) è un dramma di Luigi Pirandello tratto dalla propria novella La signora Frola e il signor Ponza, suo genero.
Fu rappresentata per la prima volta il 18 giugno 1917 a Milano, per quanto l'autore ne avesse comunicato la conclusione al figlio Stefano due mesi prima.
Pirandello ne presentò una nuova edizione arricchita nel 1925, adattandola alla rappresentazione teatrale e modificandola quasi completamente.
All'interno del testo si fa più volte riferimento al terremoto della Marsica, realmente avvenuto nel 1915, durante il quale sarebbero morti tutti i parenti della signora Frola e il suo paese sarebbe stato raso al suolo.

## Trama
L'opera di tre atti e sei scene, usando a pretesto la morbosa curiosità di un gruppo di borghesi di provincia per una faccenda tutto sommato marginale, sviluppa il tema, caro a Pirandello, dell'inconoscibilità del reale – del quale ciascuno può dare la propria interpretazione soggettiva – e financo della sua irrilevanza, come il finale rivela.
L'arrivo di un impiegato presso la prefettura d'una tranquilla cittadina di provincia suscita immediatamente la curiosità della famiglia del prefetto e del suo cerchio di amicizie borghesi.
Il signor Ponza, questo il nome del nuovo arrivato, si è stabilito in città insieme a sua suocera, la signora Frola.
Sui due corre voce si tratti degli scampati al terremoto della Marsica che avrebbe ucciso gran parte delle loro famiglie; si vocifera inoltre che in città abiterebbe anche la moglie del signor Ponza, benché nessuno né l'abbia mai vista né tantomeno possa confermare tale voce.
Il signor Ponza, si presume insieme a sua moglie, vive all'ultimo piano di un caseggiato periferico, mentre la signora Frola vive in un elegante appartamentino.
Il trio viene così coinvolto nelle chiacchiere del paese, che vedono il signor Ponza come un «mostro» che impedisce alla suocera di vedere la figlia tenuta chiusa a chiave in casa.
Il superiore del signor Ponza, il consigliere Agazzi, si reca perciò dal prefetto affinché metta in luce la verità e chiarisca la vicenda.
Tale richiesta, riferita a sua moglie e ad altri conoscenti riuniti in casa del consigliere, provoca l'ilarità dello scettico cognato Laudisi, che difende i nuovi arrivati dalla curiosità del paesino affermando l'impossibilità di conoscere gli altri e, più in generale, la verità assoluta.
La signora Frola diventa quindi oggetto di un vero e proprio interrogatorio sulla vita della sua famiglia.
Per sottrarsi dall'inchiesta che la colpisce direttamente, giustifica l'esagerata possessività del genero nei confronti della moglie. Anche il signor Ponza è sottoposto al medesimo interrogatorio, durante il quale dichiara la pazzia della suocera. A suo dire essa è impazzita a causa della morte della figlia Lina, sua prima moglie, e si è convinta che Giulia (sua seconda moglie) sia in realtà la figlia, ancora viva. Per questo lui e la moglie, per tener viva l'illusione della donna, hanno dovuto prendere quella serie di precauzioni che hanno insospettito gli abitanti del paese.
Sconcertati dalla rivelazione, i presenti sono tuttavia rassicurati dalle parole del signor Ponza.
Successivamente, però, entra la signora Frola che, resasi conto di essere stata descritta al pari di una pazza, rivolge la stessa accusa al genero: il pazzo è lui, almeno nel considerare Giulia come seconda moglie.
Afferma inoltre che, dopo la lunga assenza della moglie in una casa di cura (rivelatasi necessaria per sottrarla alle eccessive attenzioni del marito), egli non la riconoscesse più, e non l'avrebbe più accettata in casa se non si fossero svolte delle seconde nozze, come se si trattasse di una seconda donna.
Tutti sono sbalorditi, non sapendo più cosa pensare, eccetto Laudisi che prorompe in una sonora risata.
La ricerca delle prove per determinare la verità è in realtà l'occasione per Laudisi di svelare il senso di quest'opera: egli polemizza con la fiducia affidata ai "dati di fatto" e rivendica uguale realtà al "fantasma" della costruzione soggettiva, affermando in questo modo l'insolubilità dell'enigma. Può essere di esempio il dialogo di quest'ultimo con la propria immagine riflessa nello specchio:
Nello svolgimento della trama, Laudisi si rivela la coscienza critica del gruppo di borghesi, alle cui pretese di conoscere gli affari privati della famiglia di Ponza lui oppone il proprio sarcasmo: a sua nipote Dina, che candidamente ritiene giustificata la propria curiosità («Via, zietto, calmati, via… Come sei terribile! Sarà pure la curiosità… Ma
scusa, non ti sembra naturale?») lui replica «Naturale, un corno! Non avete nulla da fare», e, ancora, quando i suoi familiari cercano di procurarsi un certificato (impossibile da reperire per via della distruzione degli archivi nel sisma) per soddisfare il proprio desiderio di conoscere la vera situazione di Ponza, lui ribatte che «Non potete dirlo voi, né può dirlo nessuno! E non già perché codesti dati di fatto, che andate cercando, siano stati annullati da un accidente qualsiasi - un incendio, un terremoto -; ma perché li hanno annullati essi in sé, nell'animo loro, volete capirlo? […] Al più, per voi potrebbe servire il documento, per togliervi voi una sciocca curiosità. Vi manca, ed eccovi dannati al meraviglioso supplizio d'aver davanti, accanto, qua il fantasma e qua la realtà, e di non poter distinguere l'uno dall'altra!».
Nel tentativo di risolvere l'enigma il consigliere Agazzi organizza un incontro tra suocera e genero: ne derivano scene di concitata violenza, in cui il signor Ponza aggredisce la suocera urlandole in faccia la verità e costringendola a ritirarsi, atteggiamento del quale subito dopo farà ammenda («Chiedo scusa a lor signori di questo triste spettacolo che ho dovuto dar loro per rimediare al male che, senza volerlo, senza saperlo, con la loro pietà, fanno a questa infelice…»), asserendo la necessità di essersi dovuto atteggiare a pazzo per mantenere viva l'illusione della signora Frola.
Nell'ultimo atto, dopo una vana ricerca di prove certe tra i superstiti del terremoto, viene condotta a casa di Agazzi la moglie del signor Ponza, l'unica in grado di risolvere la questione mettendo a conoscenza di tutti la verità.
Quest'ultima, con il viso coperto da un velo nero, afferma di essere la figlia della signora Frola e, davanti agli sguardi soddisfatti degli astanti convinti di avere finalmente scoperto la realtà dei fatti, aggiunge di essere anche la seconda moglie del signor Ponza, laddove per sé stessa è nessuna.
Alla successiva obiezione del prefetto «Ah, no, per sé, lei, signora, sarà l'una o l'altra!», lei infine risponde prima di ritirarsi: «Nossignore: io, per me, sono colei che mi si crede».
Laudisi si rivolge quindi ai presenti rimasti con aria di scherno verso i loro vani tentativi di conoscere i segreti della famiglia Ponza, dicendo loro: «Ed ecco, o signori, come parla la verità! Siete contenti?» prima di esplodere in una risata derisoria su cui cala il sipario.

## Cultura di massa
Nel discorso di conferimento a Pirandello del Nobel per la letteratura del 1934, il segretario dell'Accademia svedese Per Hallström citò Così è (se vi pare) descrivendola come «una brillante satira sulla curiosità umana e la falsa sensazione di saggezza. In essa Pirandello mostra una galleria di caratteri e svela la presunzione dei loro tentativi di scoprire la verità».